# Улица 8 Марта (Москва)
Улица 8 Марта (название с 1936 года) — улица в Северном административном округе города Москвы на территории района Аэропорт и Савёловского района. Расположена между Старым Петровско-Разумовским проездом и улицей Академика Ильюшина.

## Происхождение названия
Прежнее название — Истоминский проезд — дано по фамилии одного из местных домовладельцев. Переименована в 1936 г. в честь Международного женского дня 8 Марта. Подобные идеологические названия давались улицам во многих населённых пунктах, в том числе и тех, которые вошли со временем в состав Москвы.

## История
На улице расположена Центральная областная психиатрическая больница и при ней церковь мученика Вонифатия (дом № 1). История больницы восходит к Первой мировой войне, когда многие состоятельные люди устраивали в своих владениях лазареты, убежица и приюты для раненых воинов. Известной благотворительницей была и Александра Ивановна Коншина, происходившая из старинного рода текстильщиков Коншиных. По её завещанию 15 миллионов рублей должны были пойти на создание учреждения для раненых. 8 сентября 1914 г. состоялось освящение санатория для увечных воинов на даче Коншиной в Петровском парке. Это большое владение располагалось на углу Старого Петровско-Разумовского проезда и Истоминского проезда. Сама Александра Ивановна на открытии отсутствовала по болезни, а 26 сентября она скончалась. Санаторий за полгода превратился в небольшой городок, обнесённый оградой с воротами в стиле модерн.
До наших дней сохранились часть ограды, угловая башенка и парадные ворота клиники, эскизы которых, считается, выполнил один из её пациентов — художник Михаил Врубель. Построена ограда была уже после его смерти архитектором Фёдором Шехтелем. В 2006 году ограда была частично снесена. Тогда, благодаря усилиям общественников, сохранившуюся часть ограды отстояли и поставили на охрану. Одновременно были направлены заявки на охрану еще четырёх строений больницы, в том числе и самого примечательного — строения 24 (на опорном плане Департамента культурного наследия обозначен как «главный дом», 1851—1901 годы). К сожалению, судьба заявок неизвестна до настоящего времени. Два из четырёх объектов были уничтожены в 2010 году, а «главный дом», по сведениям окрестных жителей, пустует (медперсонал оттуда выехал), заколочен и, вполне вероятно, готовится к сносу.

## Примечательные здания и сооружения
- № 1 — ГБУЗ «Центральная клиническая психиатрическая больница им. Ф. А. Усольцева» Московской области, больничная церковь мученика Вонифатия.
- № 4 — ГБОУ «Школа № 1601 им. Героя Советского Союза Е. К. Лютикова», инженерный корпус (открыта в 2021 году на месте снесённой школы № 205)
- № 6а — Детский сад № 1917 (логопедический)
- № 9 — Магазин «Копейка».
- № 10 — Радиотехнический институт имени академика А. Л. Минца. Комплекс зданий построен в 1960 году специально для РТИ на бывшей территории факультета животноводства Тимирязевской сельскохозяйственной академии[4].
- № 10, строение 14 — штаб-квартира ПАО «ВымпелКом» (торговая марка «Билайн»). До конца 1950-х годов здесь располагался факультет животноводства Тимирязевской сельскохозяйственной академии[4].
- № 14 — офисное здание.
- № 14, строение 1 — складские помещения DHL; бывшее место истока Пресни (согласно многочисленным картам).
- № 17 — Инженерно-техническая школа имени дважды Героя Советского Союза П. Р. Поповича (ГБОУ г. Москвы) (бывшая школа № 227).

## Известные жители
№ 11 — жил хореограф Владимир Захаров.
На улице прошли детские годы известного футболиста Бориса Кузнецова. 

## Транспорт
Станции метро Аэропорт, Динамо и Петровский парк, а также станция МЦД Гражданская.
По улице проходят автобусы 22, 22к, 727. Автобус 727 заменил ходивший здесь ранее трамвай 27 (станция метро «Войковская» — Улица 8 марта), который из-за строительства ТТК был укорочен до станции метро «Дмитровская».